# Digital Realty
Digital Realty ist ein US-amerikanisches Unternehmen mit Sitz in
Austin, das sich auf den Betrieb von Rechenzentren
und das Bereitstellen von Interconnection-Services
spezialisiert hat. Das Unternehmen gehört mit mehr als 300 Rechenzentren
weltweit zu den größten Anbietern von Colocation-Services. In
Deutschland, Österreich und der Schweiz ist Digital Realty Stand 2024 mit insgesamt 38 Rechenzentren präsent, davon befinden sich allein 29 in
Frankfurt am Main – dort hostet Digital Realty große Teile des Internetknotens DE-CIX.

## Geschichte
Das Unternehmen wurde 2004 von GI Partners gegründet, betrieb anfangs 21 Rechenzentren und ging noch im selben Jahr an die Börse. In
den folgenden 15 Jahren wuchs das Unternehmen teils durch Übernahmen bestehender Rechenzentren, teils durch die Entwicklung eigener
Flächen. So kaufte Digital Realty 2013 Delta Airlines ein Rechenzentrum in Minnesota ab, erwarb 2016 acht Rechenzentren von Equinix in
London, Amsterdam und Frankfurt. Im Jahr 2016 übernahm Digital Realty für 1,886 Milliarden US-Dollar mit Telx einen Mitbewerber. 2020
gaben Digital Realty und Interxion Pläne für eine Fusion bekannt. Interxion war bereits seit 1998 im Markt tätig und brachte mehr als 50
Rechenzentren in elf Ländern in Europa ein und verfügte über eine starke Präsenz unter anderem in Frankfurt, wo das Unternehmen das
ehemalige Neckermann-Gelände nach langem Leerstand erworben und für die Entwicklung neuer Rechenzentren vorbereitet hatte. Während die Fusion noch nicht vollständig abgeschlossen war, firmierte das Unternehmen unter Interxion: A Digital Realty Company.

## Kunden
Zu den Kunden von Digital Realty gehören Unternehmen, für die ein hohes Maß an Sicherheit und Verfügbarkeit wichtig ist. Auch Connectivity, vor allem der Zugang zu Cloud Providern durch private Verbindungen kann für Kunden von Digital Realty ein Grund sein, IT in einem Colocation-Rechenzentrum zu betreiben. Digital Realty garantiert in seinen Rechenzentren Verfügbarkeiten von bis zu 99,999 Prozent. Kunden, die weltweit tätig sind und ihre IT-Infrastruktur dabei über verschiedene Standorte oder Kontinente hinweg betreiben, können durch Interconnectivity-Services wie PlatformDIGITAL und ServiceFabric Verbindungen über verschiedene Rechenzentren hinweg erstellen, was besonders bei datenintensiven Anwendungen wichtig sein kann. Auch Verbindungen zu vielen Internetknoten wie DE-CIX in Frankfurt können hier genutzt werden.
Weltweit hat Digital Realty mehr als 5.000 Kunden aus Branchen wie Cloud- und IT-Services, Digital Content Provider, Finanzen und Netzwerk Services. In Deutschland kommen zudem viele Kunden aus der Automobilindustrie und der Finanzbranche, bei denen es besonders darauf ankommt, große Datenmengen schnell verarbeiten und mit geringer Latenz teilen zu können,
beispielsweise, um KI-Anwendungen zu betreiben oder Hybrid-Cloud-Szenarien umzusetzen.

## Rechenzentren
Digital Realty betreibt aktuell 309 Rechenzentren, davon 124 in den USA, 112 in Europa, 36 in Lateinamerika, 14 in Afrika, 14 in Asien, sechs in Australien and drei in Kanada. Insgesamt beträgt
die Rechenzentrumsfläche rund 4,86 Millionen Quadratmeter.
Um das in der besonders stromintensiven Branche wichtige Ziel Nachhaltigkeit zu erreichen, setzt das Unternehmen auf nachhaltiges Bauen und ist nach eigenen Angaben der erste Betreiber,
der mehr als ein Gigawatt IT-Kapazität nach den Standards für nachhaltiges Bauen zertifizieren konnte. Der Anteil an erneuerbaren Energien beträgt eigenen Angaben zufolge weltweit 62 Prozent. In der Schweiz erhielt Digital
Realty als erstes Unternehmen die SDEA-Zertifizierung „Gold+“, die den nachhaltigen Betrieb von Rechenzentren nachweist.